# Thomas Allofs
Thomas Allofs (* 17. listopadu 1959, Düsseldorf, Západní Německo) je bývalý německý fotbalový útočník a reprezentant. Je to nejlepší střelec německé fotbalové Bundesligy ze sezóny 1988/89. Mimo Západní Německo hrál na klubové úrovni ve Francii (v klubu RC Strasbourg).
Po skončení hráčské kariéry se stal fotbalovým funkcionářem. Jeho bratrem je bývalý fotbalista Klaus Allofs.

## Klubová kariéra
Hrál za německé kluby Fortuna Düsseldorf, 1. FC Kaiserslautern, 1. FC Köln a ve Francii za RC Strasbourg. S Fortunou vyhrál dvakrát DFB-Pokal.

## Reprezentační kariéra
Svůj reprezentační debut v západoněmeckém A-mužstvu absolvoval 16. 10. 1985 v kvalifikačním zápase ve Stuttgartu proti týmu Portugalska (prohra 0:1). Druhý a poslední zápas za německý národní tým odehrál 21. 9. 1988 proti týmu SSSR (výhra 1:0).

Zúčastnil se Mistrovství světa ve fotbale 1982 ve Španělsku, kde si však nepřipsal ani jeden start.

## Individuální úspěchy
- 1× nejlepší střelec německé Bundesligy v dresu 1. FC Köln (1988/89 – 17 gólů)[5]